# St. Leonhard (Weinsfeld)

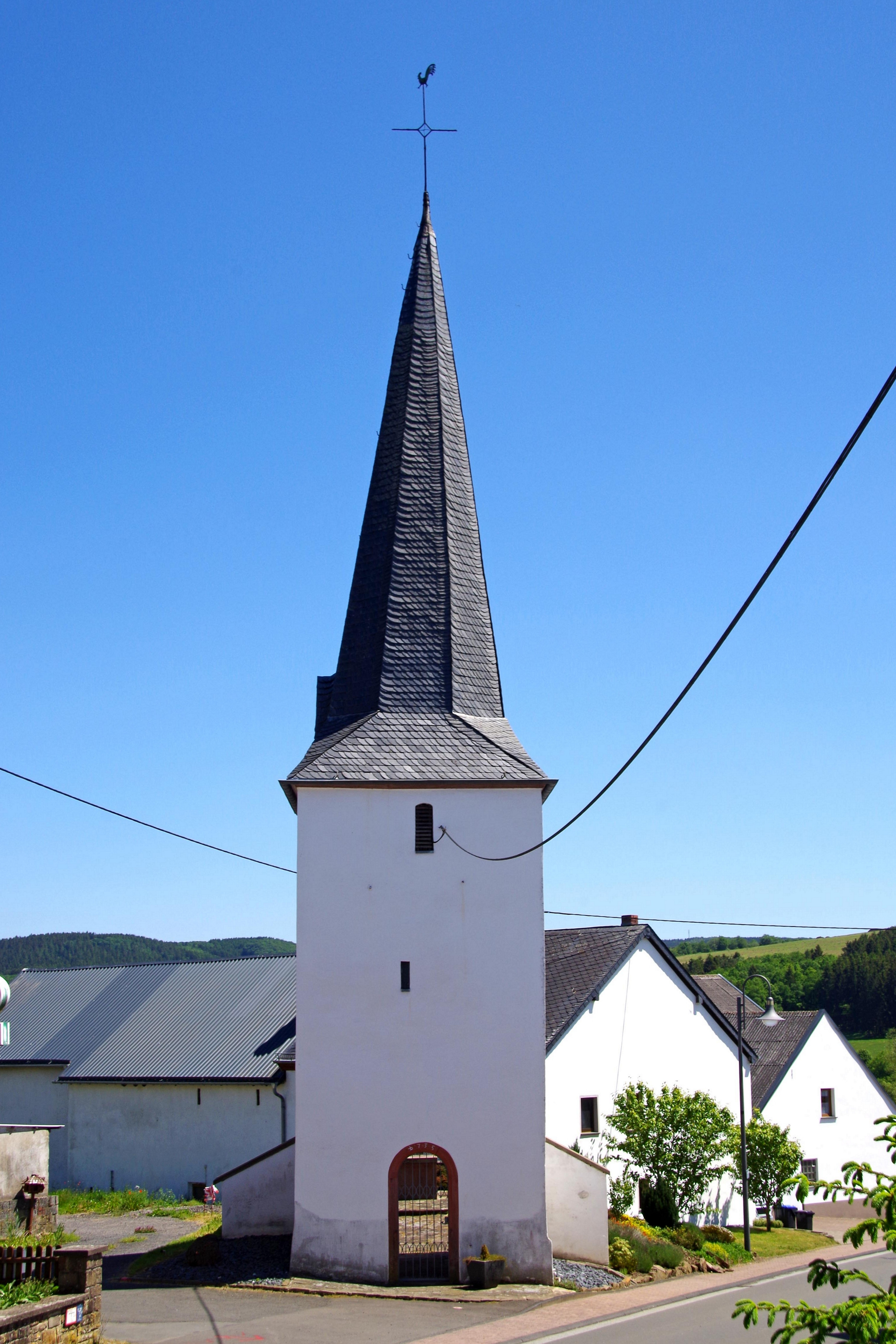
St. Leonhard (Weinsfeld)

Die Kirche St. Leonhard ist die römisch-katholische Filialkirche von Prüm-Weinsfeld im Eifelkreis Bitburg-Prüm in Rheinland-Pfalz. Die Kapelle gehört zur Pfarrei Niederprüm in der Pfarreiengemeinschaft Prüm  im Bistum Trier.

## Geschichte

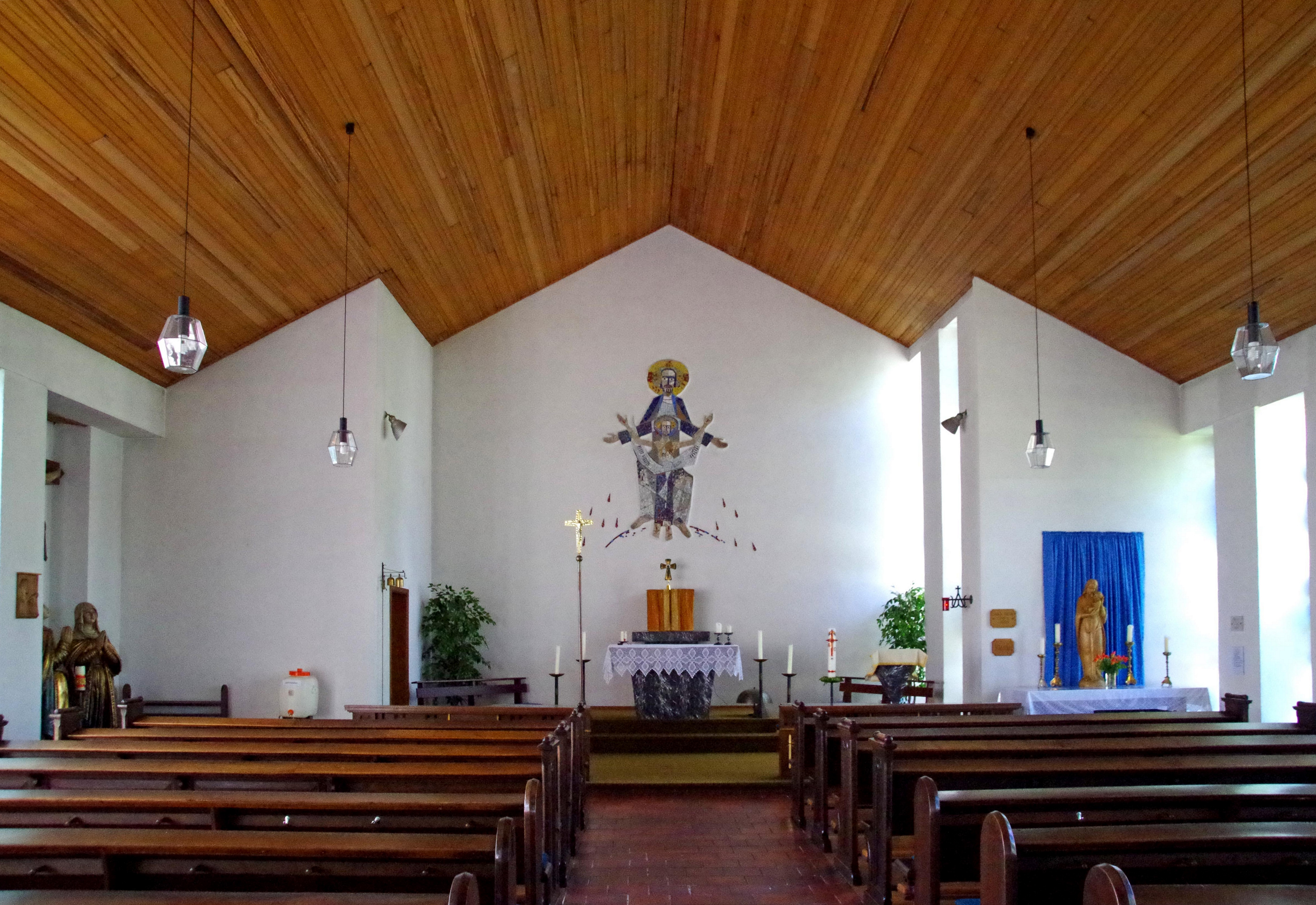
St. Leonhard (Weinsfeld)

In Weinsfeld ist seit dem 16. Jahrhundert eine Kirche bezeugt, die im 18. Jahrhundert durch einen Neubau ersetzt wurde. Der Westturm (von 1735) dieser Kirche steht heute noch, das dazugehörige Schiff (von 1764) wurde 1961 abgerissen. Dafür wurde zuvor auf der gegenüberliegenden Straßenseite ein Saalbau von 12 × 6 Metern errichtet mit Dachreiter, spitz zulaufender Holzdecke, Empore und zahlreichen hohen schmalen Fenstern. Kirchenpatron ist Leonhard von Limoges.

## Ausstattung
Aus der Vorgängerkirche wurden die Statuen von Odilia von Köln, Wendelin und Franz Xaver übernommen. Bemerkenswert ist über dem Altar die Darstellung der Dreifaltigkeit. Zur Ausstattung gehört seit 2001 eine Orgel, die 1954 von der Firma Sebald für das Bischöfliche Konvikt zu Trier hergestellt wurde.